# Aster quitensis
Aster quitensis es una especie de angiosperma perteneciente a la familia Asteraceae. Ha sido encontrada solamente en Ecuador. Su hábitat natural ;es el bosque altoandino (2500-3000 m).
Está amenazada por la pérdida de su hábitat debido a la extensa destrucción de la vegetación en el valle de Quito y sus alrededores. Esta especie se encuentra en peligro crítico y puede estar extinta, según la Lista Roja de la UICN.
Además es considerada la especie más rara de aster en el mundo y también la menos conocida, según El libro Guinness de los récords. Solamente se conoce a partir de una colección obtenida cerca de Quito hace aproximadamente 175 años. Tampoco existen ejemplares en ningún museo ecuatoriano.